# Bromus erectus
Bromus erectus là một loài thực vật có hoa trong họ Hòa thảo. Loài này được Huds. mô tả khoa học đầu tiên năm 1762.

## Hình ảnh

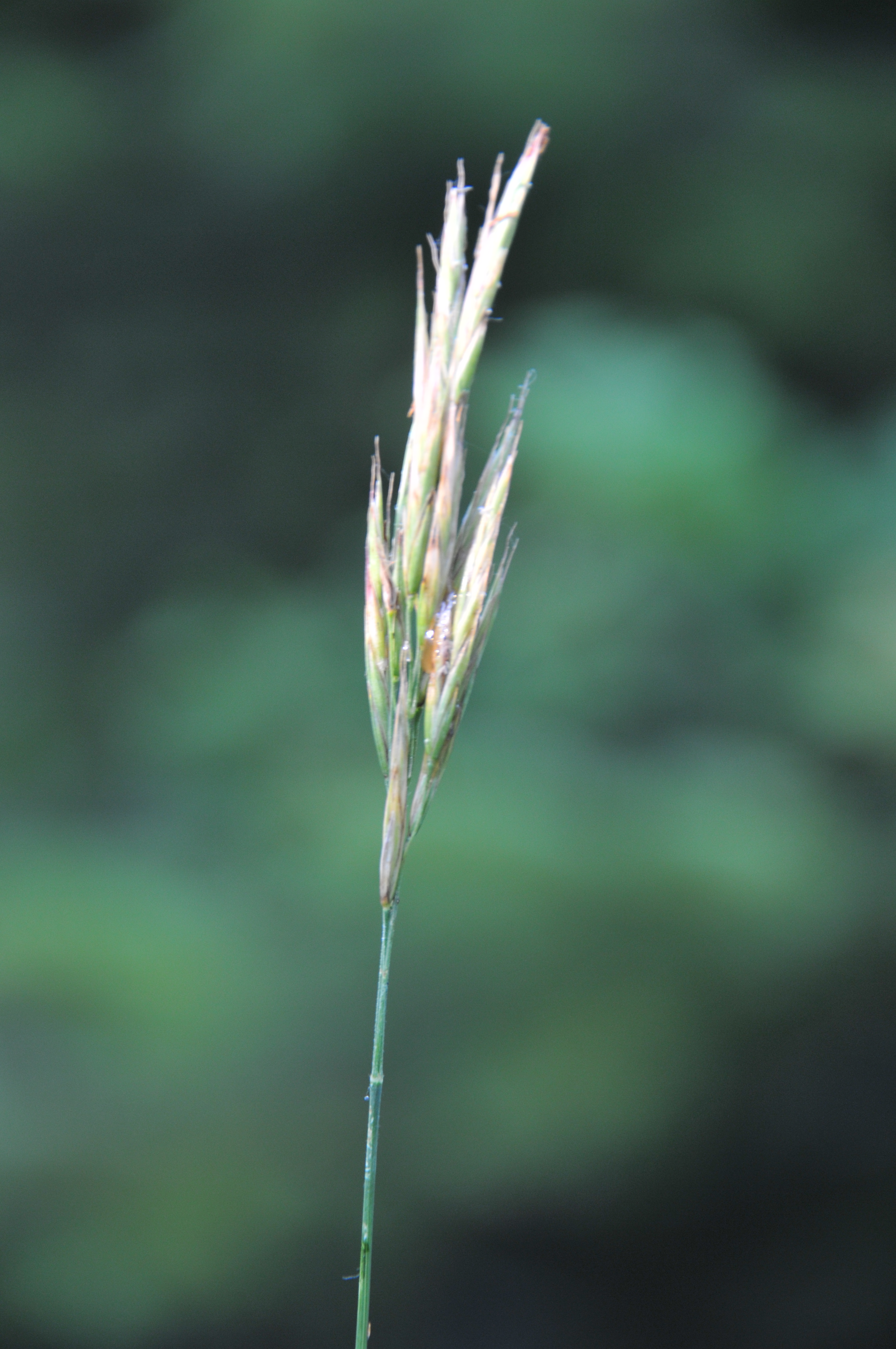
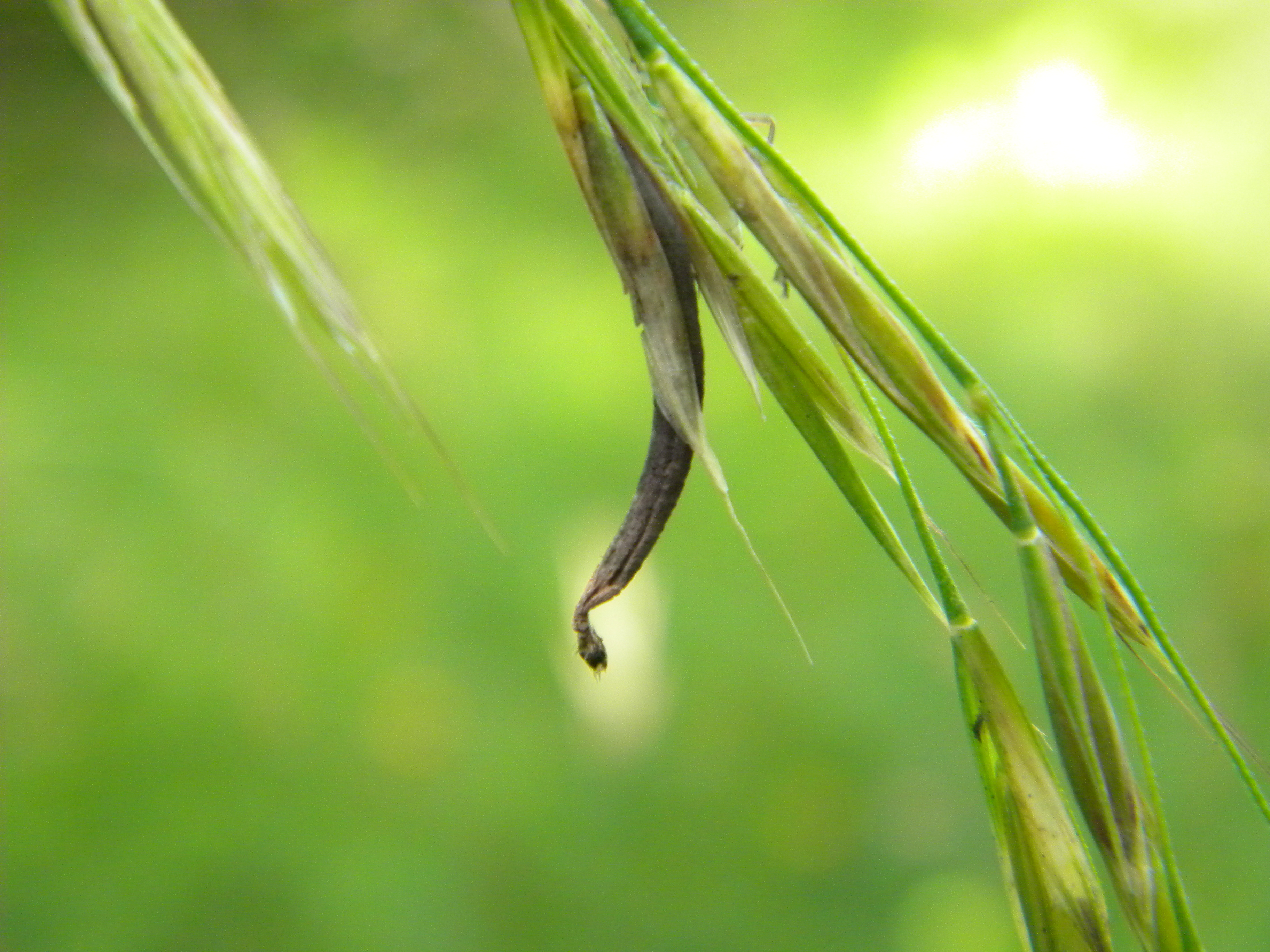
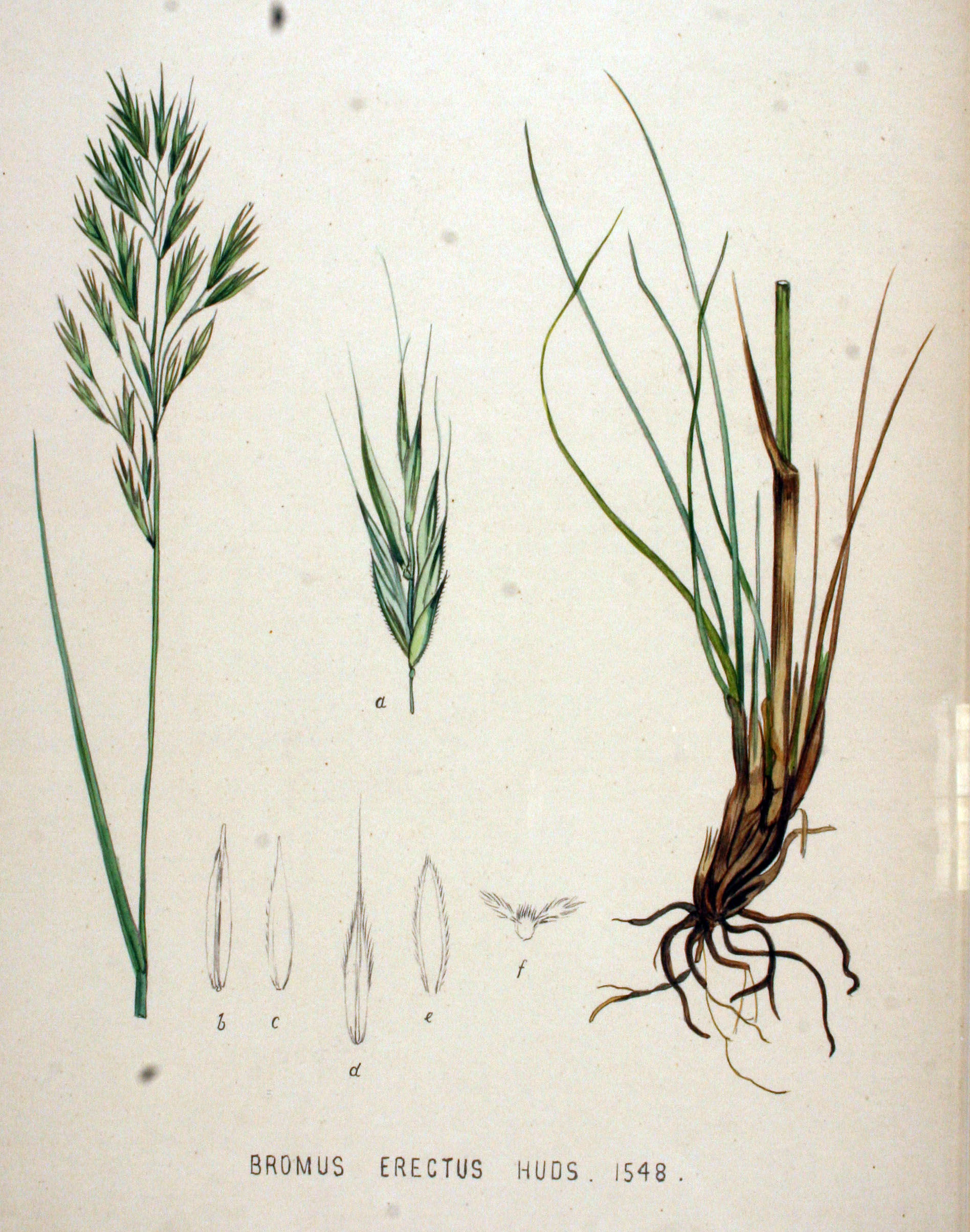
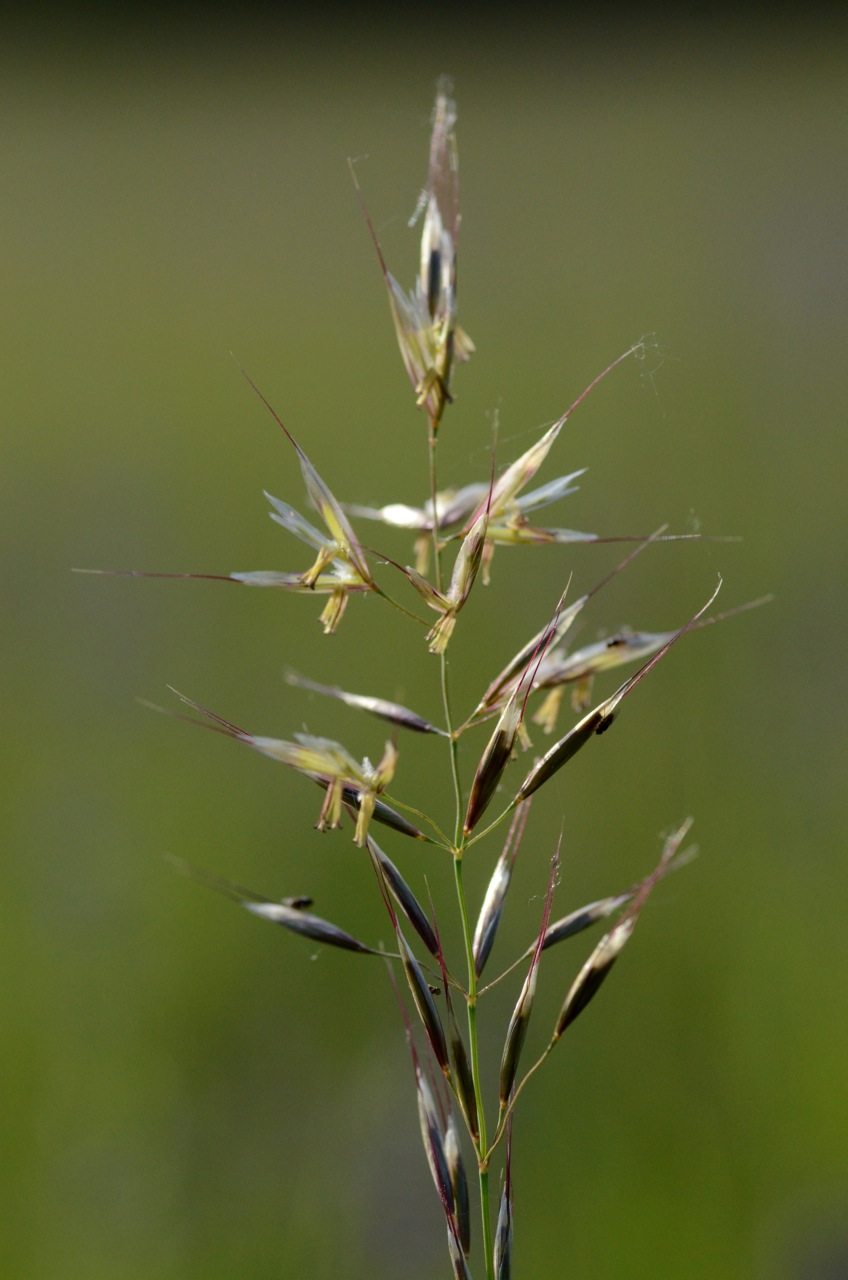